# Thom Barron
Thom Barron (* 27. března 1971 Stuttgart, Německo) je umělecké jméno německého modela a pornoherce účinkujícího v gay pornografii.

## Kariéra
V rozhovoru pro gay magazín Inches z února 1999 uvedl, že prošel coming outem ve svých 19 letech. Studoval na univerzitě v Karlsruhe a pracoval pak jako elektrotechický inženýr v Berlíně a v Curychu, kam se později přestěhoval.
Jak uvádí jeho osobní profil u společnosti Cazzo, pro niž pracoval nejčastěji, první natáčení pornografických scén absolvoval roku 1995 ve svých 23 letech. Nejdříve oslovil francouzskou společnost Cadinot, od níž však nedostal odpověď. Účinkoval proto nejdříve pro nízkorozpočtové filmy neznámých vydavatelů a teprve s příchodem ke společnostem Titan a Cazzo odstartoval opravdovou kariéru. Prvním titulem studia Cazzo, v němž se objevil, je Pralle Lederhosen z roku 1998 (distribuovaný též americkou společností All Worlds Video pod názvem Bulging Bavarians). V roce 2001 však společnost WAT Productions vydala film First Kiss, k němuž anotace uvádí, že obsahuje vůbec první Barronovo akční video (jeho jméno je zde uváděno ve tvaru Tom). Kromě výše uvedených točil také pro studia Falcon Entertainment, Hot House Entertainment, Channel 1 Releasing a Studio 2000. JC Adams jej ve své knize Gay Porn Heroes označil za mezinárodní „top star“ a „dozajista jeden z nejznámějších importů z Německa“.
Roku 1999 spolu s dalšími modely spolupracoval s fotografem Henningem von Berg na jeho kontroverzním díle, při němž nahý pózoval před řadou turisticky nejznámějších berlínských památek. S tímto autorem spolupracoval i předtím a také potom na dalších projektech.

### Výběrová bibliografie
- Henning von Berg, Alpha Males, Bruno Gmuender Verlag, Berlin, 2007, ISBN 978-3-86187-468-3
- Kingdome 19 and Henning von Berg, Universal, Bruno Gmuender Verlag, Berlin, 2004, ISBN 3-86187-655-8 (Barron je na obalu)
- Dietmar Kreutzer, Männer Models Pur, Verlag Bauwesen, Berlin, 1999, ISBN 3-345-00732-0

### Ocenění
- 2000 GayVN Awards: Nejlepší skupinová scéna / Best Group Scene ve filmu Betrayed (Falcon)[10]
- 2001 GayVN Awards: Nejlepší orální scéna / Best Oral Scene ve filmu Don't Ask, Don't Tell! (MSR)[11]

Scénu z filmu Don't Ask, Don't Tell! označil také za jednu z šesti nejlepších orálních scén roku 2000 vyhlašovatel Hard Choice Awards. Cenu Grabby za nejlepší mezinárodní film si v roce 2005 odnesl film Countdown, distribuovaný též pod názvem Thom Barron Calling.